# Hans Quest
Hans Quest (* 20. August 1915 in Herford; † 29. März 1997 in München) war ein deutscher Schauspieler und Regisseur. Er arbeitete im Film, Fernsehen, Hörspiel und auf dem Theater.

## Leben und Werk
Hans Quest stammte aus einer Musikerfamilie und wuchs im historischen Kantorhaus unmittelbar neben der Herforder Münsterkirche auf. Das Humanistische Friedrichs-Gymnasium verließ er vorzeitig. Seine Schauspielausbildung absolvierte er 1933 bis 1935 in Berlin an der Schauspielschule der Berliner Staatstheater. Sein erstes Engagement erhielt er von 1935 bis 1937 an den Wuppertaler Bühnen. Von 1937 bis 1939 wirkte er am Preußischen Staatstheater Berlin, bis er zum Kriegsdienst eingezogen wurde.
Nach dem Krieg war er 1946 am Stadttheater Hildesheim, wo er sein Regiedebüt gab, sowie am Staatstheater Hannover und am Deutschen Schauspielhaus in Hamburg tätig. Von 1947 bis 1950 arbeitete er an den Hamburger Kammerspielen. Hier wurde er als Kriegsheimkehrer Beckmann in Wolfgang Borcherts Draußen vor der Tür bekannt – ihm widmete Borchert das Stück.
Von 1950 bis 1955 sowie 1971/72 und 1982/83 war er an den Münchner Kammerspielen engagiert. Seit 1972 war er Mitglied des Ensembles des Bayerischen Staatsschauspiels.
Neben seiner Tätigkeit beim Theater wirkte Quest ab 1938 auch als Darsteller in Film- und Fernsehproduktionen mit, vor allem für die Bundesrepublik Deutschland aber auch in einigen DEFA-Filmen, wie 1949 in Die blauen Schwerter, wo er den Porzellanerfinder Johann Friedrich Böttger spielte. Später arbeitete er auch als Filmregisseur, vorwiegend in der Bundesrepublik Deutschland. Seine größten Erfolge feierte er mit den Straßenfegern Es ist soweit, Das Halstuch, Tim Frazer und Tim Frazer: Der Fall Salinger, die alle nach Vorlagen des britischen Autors Francis Durbridge entstanden sind. Weitere Krimiinszenierungen folgten, u. a. zwei Folgen von Sonderdezernat K1. Danach wandte er sich als Regisseur wieder mehr der Bühne zu. Er inszenierte an der Jungen Bühne Hamburg, an der Kleinen Komödie München und bei Tourneen.
Als Synchronsprecher lieh er u. a. Richard Attenborough (Piratenliebe), Tom Courtenay (Ein Tag im Leben des Iwan Denissowitsch) und John Garfield (Die Rechnung ohne den Wirt) seine Stimme. Zu hören war er auch als grauer Herr in der Hörspielvertonung des Kinderbuch-Klassikers Momo von Michael Ende.
Hans Quest war zweimal verheiratet, in erster Ehe mit der Schauspielerin Charlotte Witthauer, mit der er zwei Söhne bekam, den Schauspieler Christoph Quest (1940–2020) und den Firmeninhaber Thomas Quest (* 1945), durch diesen ist er der Großvater der Schauspielerin Nora Quest (* 1990) und des Schauspielers Philipp Quest (* 1987). In zweiter Ehe heiratete er die Schauspielerin Ingrid Capelle. In zwei Episoden der Serie Forsthaus Falkenau traten die beiden als Ehepaar Grassmann auf.
Er wurde auf dem Münchner Nordfriedhof beerdigt.
Sein schriftlicher Nachlass befindet sich im Archiv der Akademie der Künste in Berlin.

## Filmografie

### Darsteller
- 1939: Das unsterbliche Herz
- 1940: Friedrich Schiller – Triumph eines Genies
- 1940: Der dunkle Punkt
- 1941: Mein Leben für Irland
- 1941: … reitet für Deutschland
- 1942: Sophienlund
- 1949: Verspieltes Leben
- 1949: Die blauen Schwerter
- 1952: Herz der Welt
- 1954: Sauerbruch – Das war mein Leben
- 1954: … und ewig bleibt die Liebe
- 1954: Heideschulmeister Uwe Karsten
- 1954: Ludwig II. – Glanz und Elend eines Königs
- 1954: Frauen um Richard Wagner (Magic Fire)
- 1955: Geliebte Feindin
- 1955: Die heilige Lüge
- 1955: Die Frau des Botschafters
- 1955: Urlaub auf Ehrenwort
- 1956: Fuhrmann Henschel
- 1957: Die Letzten werden die Ersten sein
- 1959: Ja, so ein Mädchen mit 16
- 1960: Die zornigen jungen Männer
- 1963: Tim Frazer (Fernsehsechsteiler, 6. Teil)
- 1965: Tante Frieda – Neue Lausbubengeschichten
- 1965: Die Schlüssel
- 1966: Onkel Filser – Allerneueste Lausbubengeschichten
- 1966: Hafenpolizei (Fernsehserie, Folge 3x01: Aufgelaufen)
- 1967: Wenn Ludwig ins Manöver zieht
- 1969: Sag’s dem Weihnachtsmann (Fernsehfilm)
- 1969–1972: Der Kommissar (Fernsehserie, 3 Folgen, verschiedene Rollen)
- 1970: Birdie
- 1970: Pater Brown (Folge: Das Erbe des Robert Musgrave)
- 1972: Hauptsache Ferien
- 1972: Tatort: Kressin und die Frau des Malers
- 1974: Mädchen aus zweiter Hand
- 1975: Derrick – Mitternachtsbus
- 1976: Graf Yoster gibt sich die Ehre (Fernsehserie, 2 Folgen)
- 1977: Das Schlangenei
- 1977: Abelard – Die Entmannung
- 1977: Derrick – Inkasso
- 1978: Derrick – Abitur
- 1979: Der Alte – Ein Parasit
- 1982: Derrick – Nachts in einem fremden Haus
- 1983: Derrick – Der Täter schickte Blumen
- 1983: Derrick – Lohmanns innerer Frieden
- 1984: Der Alte – Das Ende vom Lied
- 1985: Marie Ward – Zwischen Galgen und Glorie
- 1985: Polizeiinspektion 1 – Bilderwut
- 1986: Polizeiinspektion 1 – Kurz vor den besten Jahren
- 1986: Caspar David Friedrich – Grenzen der Zeit
- 1989: Derrick – Ein kleiner Gauner
- 1990: Ein Heim für Tiere (Fernsehserie, eine Folge)
- 1991: Forsthaus Falkenau (Fernsehserie, 2 Folgen)
- 1993: Das Traumschiff – Ägypten
- 1994: Blankenese (Fernsehserie, 11 Folgen)

### Regie
- 1955: Charleys Tante
- 1955: Wenn der Vater mit dem Sohne
- 1955: Der fröhliche Wanderer
- 1956: Ein Mann muß nicht immer schön sein
- 1956: Wenn Poldi ins Manöver zieht (Manöverzwilling)
- 1957: Die große Chance
- 1957: Kindermädchen für Papa gesucht
- 1957: Die Lindenwirtin vom Donaustrand
- 1957: Das Mädchen ohne Pyjama
- 1958: Nick Knattertons Abenteuer
- 1958: Mein Schatz ist aus Tirol
- 1958: Man müßte nochmal zwanzig sein
- 1959: Bei der blonden Kathrein
- 1959: Zwölf Mädchen und ein Mann
- 1960: Es ist soweit (Fernsehserie)
- 1961: Bei Pichler stimmt die Kasse nicht
- 1962: Das Halstuch (Fernsehserie)
- 1963: Tim Frazer (Fernsehsechsteiler)
- 1964: Tim Frazer: Der Fall Salinger (Fernsehserie)
- 1965: Boing-Boing
- 1968: Der Mann, der keinen Mord beging (Fernsehserie)
- 1968: Detektiv Quarles (Fernsehserie)
- 1969: Zehn kleine Negerlein (von Agatha Christie)
- 1970: Mord im Pfarrhaus
- 1970–1972: Pater Brown (Fernsehserie, 20 Folgen)
- 1973: Sonderdezernat K1 (Folge 6: Trip ins Jenseits)
- 1973: Die Kriminalerzählung (Fernsehserie, Folge 2x04: Ein Zylinder aus Onyx)
- 1975: Sonderdezernat K1: (Fernsehserie, Folge 11: Doppelspiel)

## Hörspiele
Sprecher:
- 1949: Hans Egon Gerlach: Goethe erzählt sein Leben (2. Teil: Jugendzeit in Frankfurt) – Regie: Ludwig Cremer (Hörbild – NWDR Hamburg)
- 1949: Hans Egon Gerlach: Goethe erzählt sein Leben (9. Teil: Werther) – Regie: Mathias Wieman (Hörbild – NWDR Hamburg)
- 1966: Fred Hoyle: Die schwarze Wolke (F. Parkinson) – Regie: Otto Düben (Hörspielbearbeitung, Science-Fiction-Hörspiel – WDR)
- 1969: Jo Voigt: Schock – Regie: Ulrich Lauterbach (Kriminalhörspiel – WDR)
- 1970: Agatha Christie: Mord im Pfarrhaus – Regie: Otto Kurth
- 1976: Jean Chatenet: Die Wölfin – Regie: Raoul Wolfgang Schnell (Kriminalhörspiel – SDR)
- 1976: Michael Ende: Momo – Regie: Heinz-Günter Stamm (Hörspiel – WDR)
- 1978: Hans Rothe: Besondere Kennzeichen: Kurzsichtig (Hörspiel um Georg Büchner) – Regie: Ulrich Lauterbach

## Auszeichnungen
- 1966: Großer Hersfeld-Preis
- 1982: Ernennung zum Bayerischen Staatsschauspieler